# Ar Skol dre Lizer
Ar Skol dre Lizer (en français : L'école par correspondance) est une association, fondée en 1945, pour proposer des cours de breton par correspondance. Elle a été dirigée de 1945 à 1980 par le frère Visant Seité, instituteur et professeur de breton, auteur de nombreux ouvrages d'enseignement du breton, et secrétaire général du Bleun-Brug de 1951 à 1964. 
Ar Skol dre Lizer fait partie de la fédération Emgleo Breiz qui défend l'orthographe universitaire ou skolveurieg.

## Cours par correspondance
Étroitement liée au mouvement Bleun-Brug, Ar Skol dre Lizer a proposé pendant plusieurs décennies des cours de breton par correspondance. Les devoirs étaient corrigés par des enseignants bénévoles.
Selon une étude de Gwennole Le Menn, 700 personnes suivaient les cours d'Ar Skol dre Lizer en 1971, ce qui en faisait pour l'époque une des principaux centre d'apprentissage du breton pour adultes (avec l'association Skol Ober, promouvant une orthographe différente, le peurunvan ou breton unifié). En 1975, le nombre d'inscrits s'élevait à 866 élèves, dont la moitié hors Bretagne.  

## Maison d'édition
Ar Skol dre Lizer a également été une maison d'édition en langue bretonne et a notamment publié en co-édition avec Emgleo Breiz, 
- Visant Seité, Brezoneg beteg penn. Étude méthodique des mutations avec exercices d'application (1984) ;
- Visant Seité, Le breton par l'image (3e édition, 1985) ;
- Mai Ewen, Danavellou Merhed-Bihan Anna (1987) ;
- Darvoudou brezel or horn-vro : 1944 : Rozko, Kastell-Paol, Santeg, Kleder (1987) ;
- Gabriel Eliès, Eur choaz euz ar skridou brezoneg (1988, 2 tomes de nouvelles en breton) ;
- Visant Fave, War roudou or Misonerien (1989) ;
- Visant Seité, Laurent Stéphan, Lexique breton-français et français-breton (29e éd. 2011) ;
- Aviel Jezuz-Krist (les quatre évangiles en breton, nouvelle traduction) [lire en ligne] en collaboration avec la "Kenvreuriez ar brezoneg" (confrérie du breton) du diocèse de Quimper et de Léon (1982)[6].